# Palácio Euskalduna
O Palácio Euskalduna de Congressos e da Música, mais conhecido apenas como Palácio Euskalduna (em basco: Euskalduna Jauregia), é um centro de congressos e de espetáculos situado na cidade de Bilbau, País Basco, Espanha. Inaugurado a 19 de fevereiro de 1999, é da autoria dos arquitetos Federico Soriano e Dolores Palacios. Conta com espaços adequados para espetáculos cénicos, convenções, conferências de imprensa e outros eventos empresariais. Situa-se junto à ria de Bilbau, ocupando parte dos terrenos anteriormente ocupados uma das unidades industriais mais emblemáticas da cidade, os Estaleiros Euskalduna.

## Descrição e história
As obras tiveram início em 1994 e terminaram em 1999. A superfície total do empreendimento ultrapassa os 25 000 metros quadrados. Conta com uma sala principal com lotação para 2 164 pessoas, três salas mais pequenas, oito salas de ensaio, sete salas para conferências e instalações complementares, como uma cafetaria, restaurante, galeria comercial, etc. O edifício tem 53 metros de altura e sete pisos e a sua fachada virada para a ria está coberta com placas metálicas oxidadas, em homenagem à antiga atividade naval e siderúrgica da cidade.
Em 2001 foi recebeu o  prémio Enric Miralles na VI Bienal de Arquitetura espanhola. Em 2003 foi premiado pela AIPC (Associação Internacional de Palácios de Congressos) como o melhor centro de congressos do mundo. Juntamente como Teatro Arriaga e o Teatro Campos Elíseos acolhe a maior parte dos grandes espetáculos musicais e teatrais de Bilbau.
A sala principal é frequentemente usada para espetáculos de ópera organizados pela ABAO (Asociación Bilbaína de Amigos de la Ópera) e para concertos da Orquestra Sinfónica de Bilbau.
O palácio é bem servido por transportes públicos, principalmente por elétricos (EuskoTran), que têm uma paragem (Euskalduna) junto à entrada. A estações de San Mamés do Metro de Bilbao e da Renfe Cercanías Bilbao também são próximas do palácio.
Junto ao palácio existem várias obras de arte urbana, como o "Bosque de Árvores", um conjunto de cadeeiros em forma de árvore colocados em grupos que formam uma espécie de bosque. No terceiro andar do edifício está instalado o famoso restaurante Etxanobe, galardoado de uma estrela Michelin e vários outros prémios, e dirigido pelo cozinheiro basco Fernando Canales Etxanobe.